# Млинівці (Кременецький район)
Млинівці́ — село в Україні, у Вишнівецькій селищній громаді Кременецького району Тернопільської області. Розташоване на річці Горинь, на півдні району. До 2015 року центр сільської ради, якій були підпорядковані села Бакоти та Хотовиця. Населення становить 430 осіб (2001).

## Історія
Поблизу села виявлено археологічні пам'ятки пізнього палеоліту, підкарпатської культури шнурової кераміки, черняхівської та давньоруської культур.

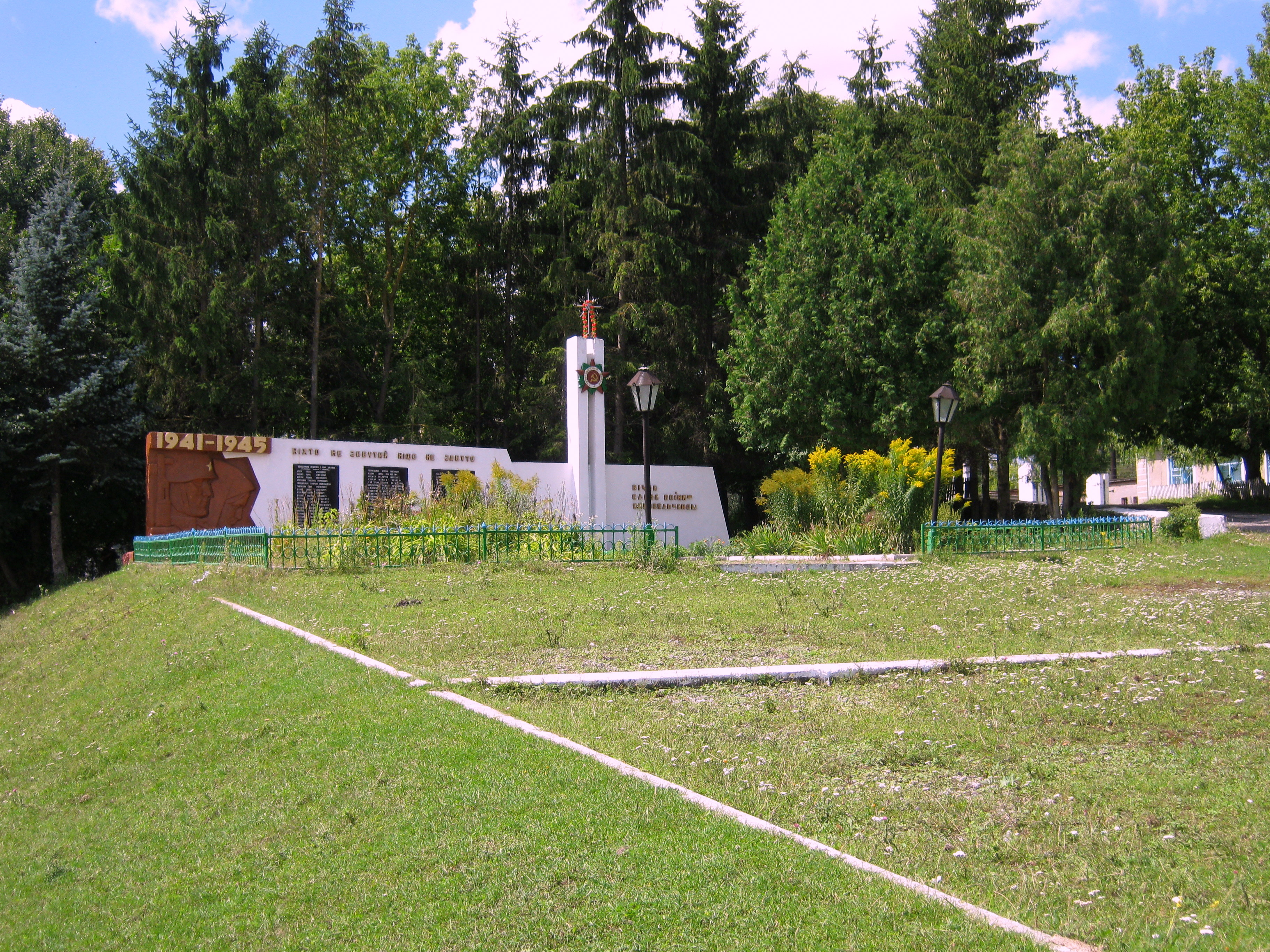
Пам'ятник воїнам-односельцям, полеглим у німецько-радянській війні

Перша писемна згадка від 1545 року, згідно з ревізією замку у місті Кременець.
22 березня 1943 року вояки УПА оточили школу в Млинівцях, де знаходився німецький гарнізон із кількох людей. Будівля спалена разом з німцями і трьома поляками, що там ночували.
12 червня 2020 року, відповідно до Розпорядження Кабінету Міністрів України від  № 724-р «Про визначення адміністративних центрів та затвердження територій територіальних громад Тернопільської області», село увійшло до складу Вишнівецької селищної громади.
19 липня 2020 року, в результаті адміністративно-територіальної реформи та ліквідації Збаразького району, село увійшло до складу новоутвореного Кременецького району.

## Меморіали, пам'ятники
- пам'ятник воїнам-односельцям, полеглим у німецько-радянській війні (1969, реконструйовано 1984);
- пам'ятник Т. Г. Шевченку (2010).

## Соціальна сфера
Діють ЗОШ 1-2 ступенів, Будинок культури, бібліотека, ФАП.

## Відомі люди
Народилися
- Н. Зварунчик — художник, керамік, різьбяр.
- В. Казновецький — майстер плетіння з рогози.

## Галерея

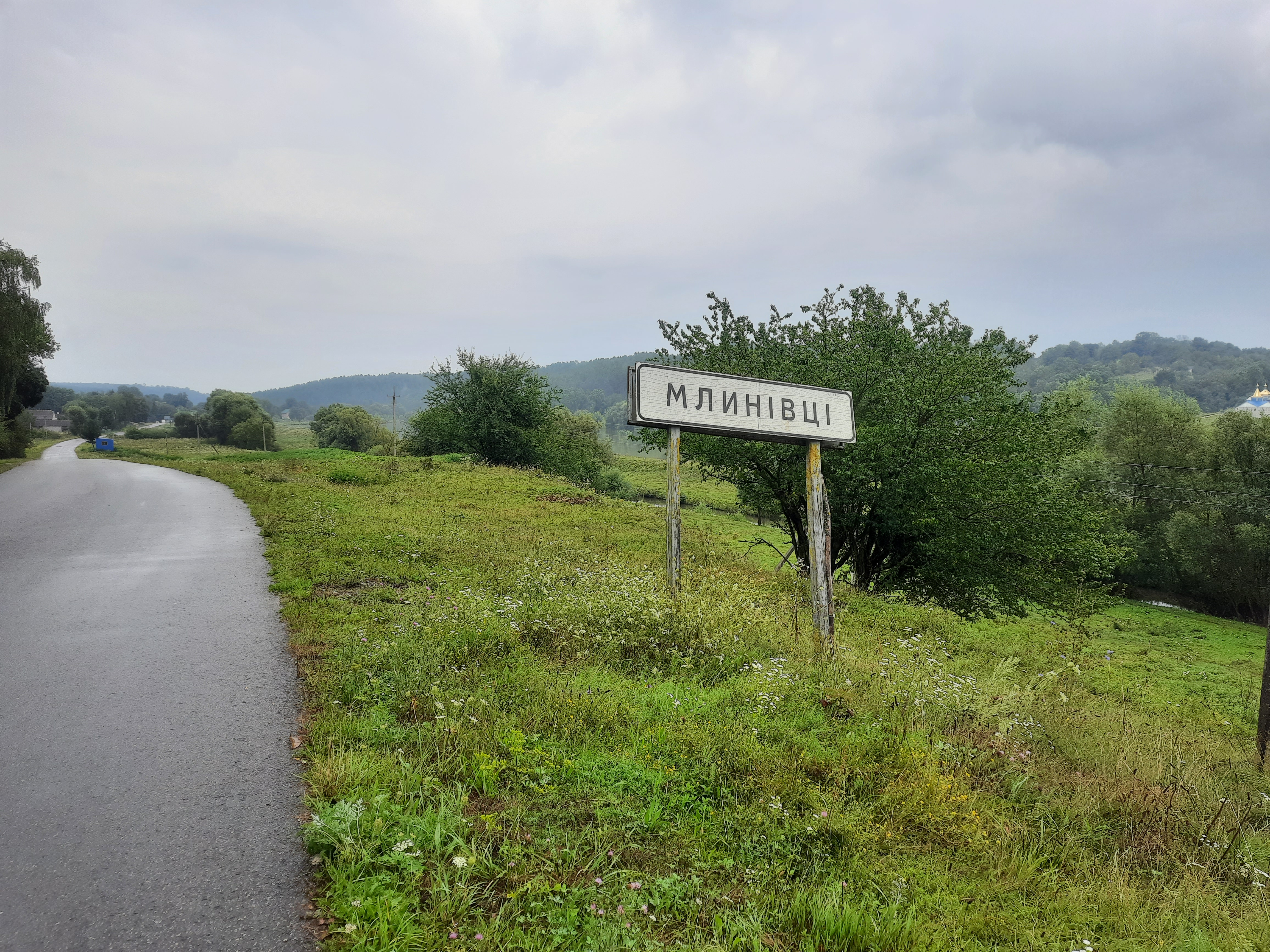
Дорожній знак при в'їзді в село
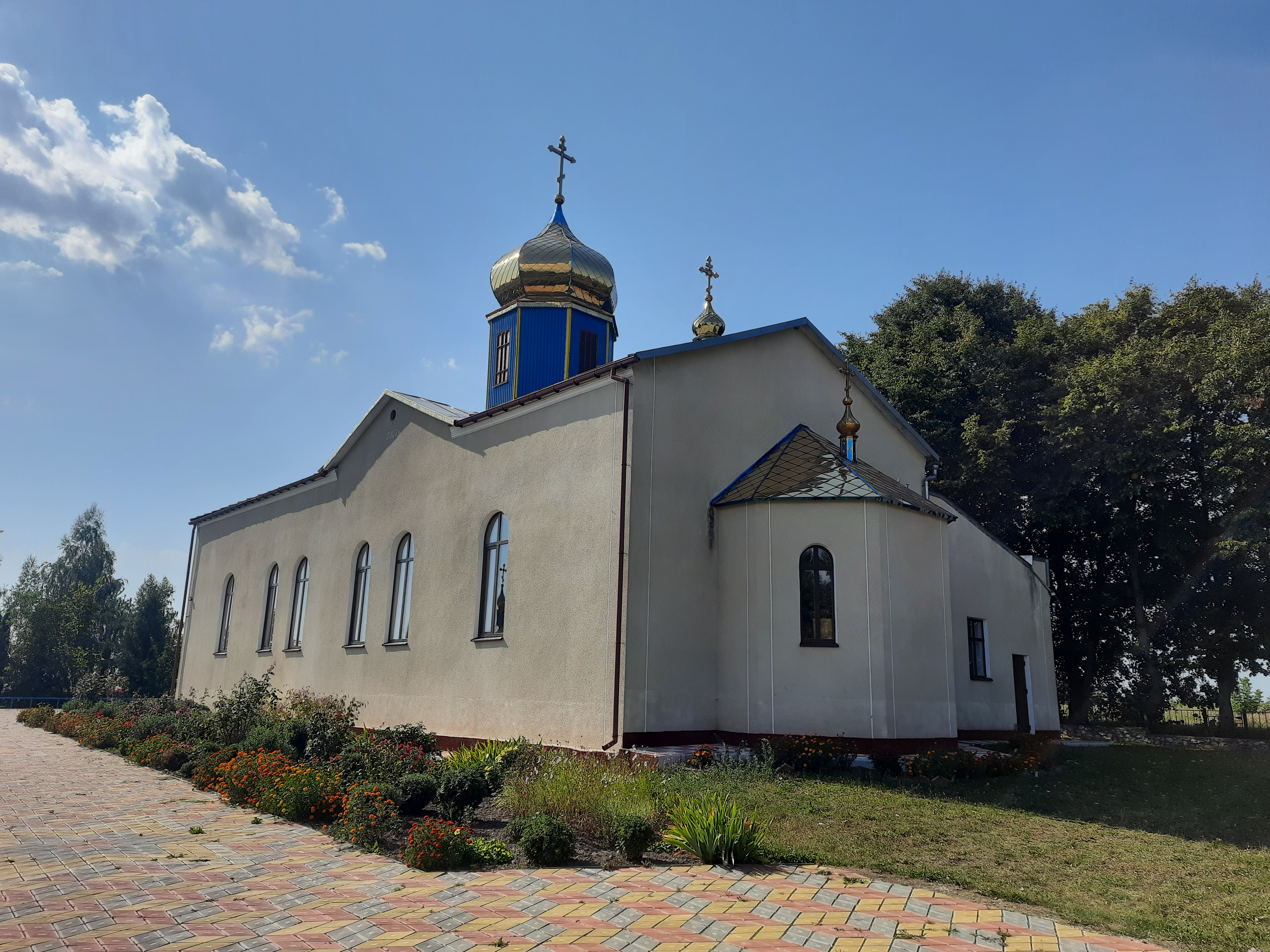
Сільська церква
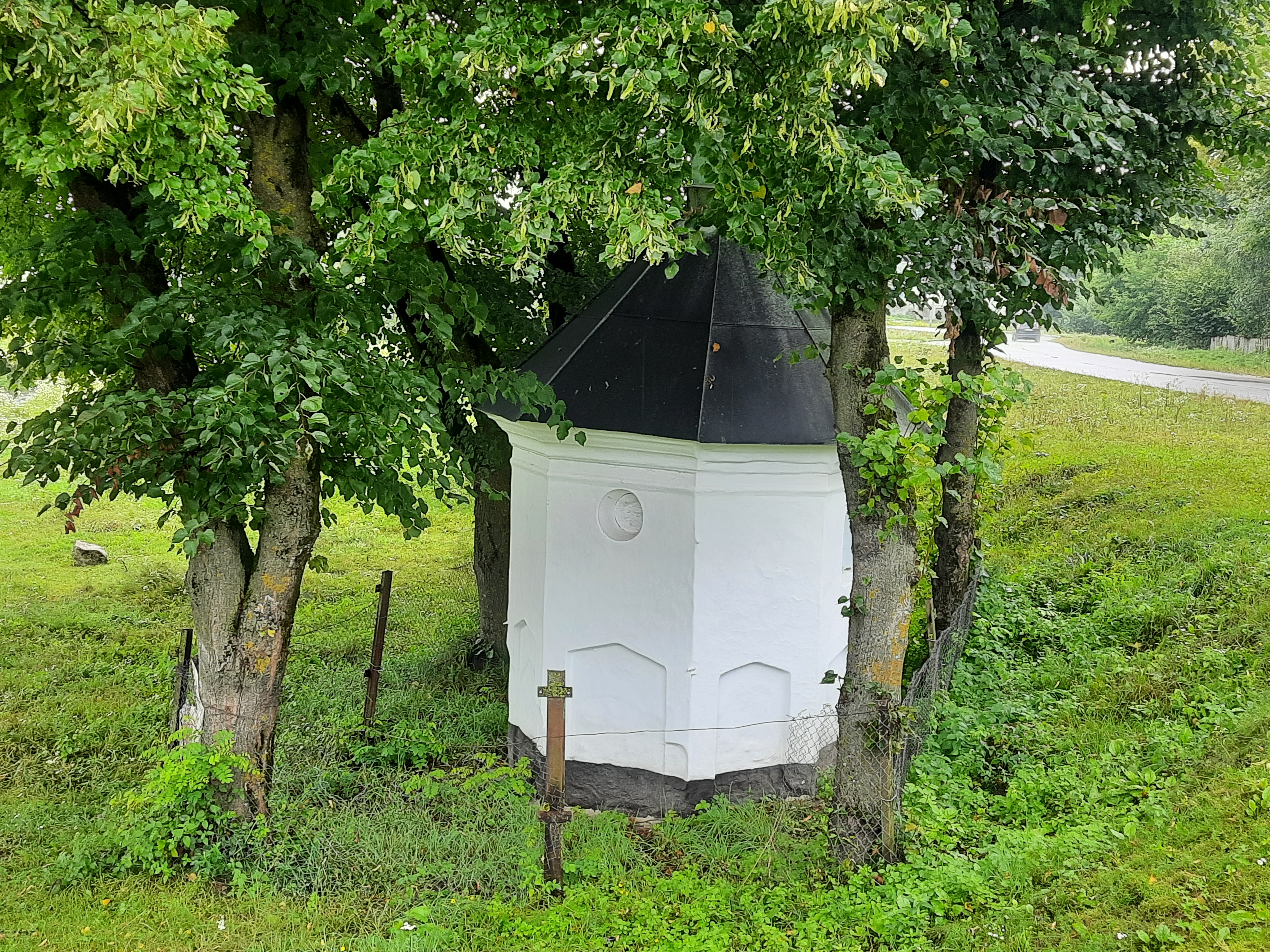
Капличка
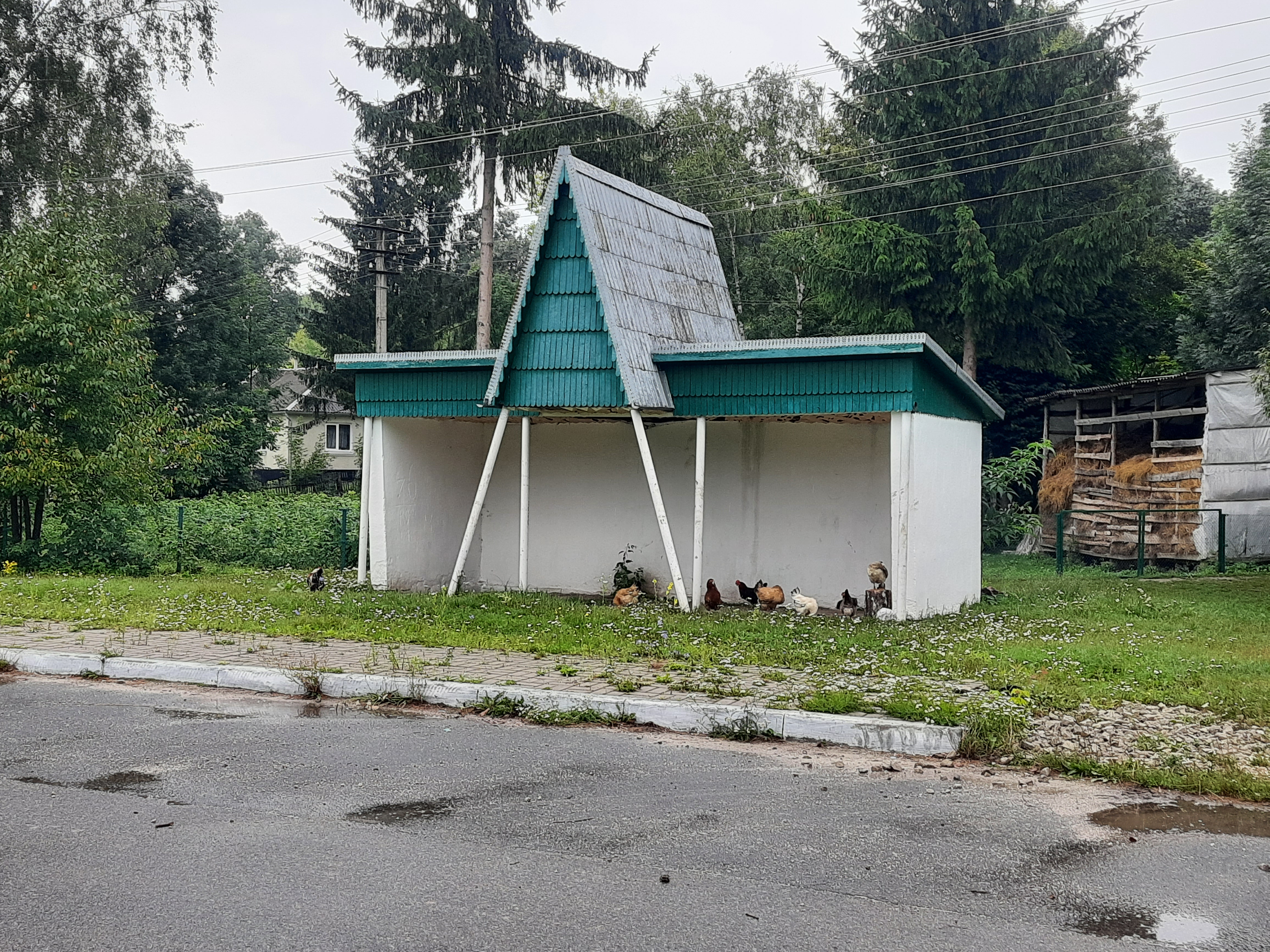
Автобусна зупинка
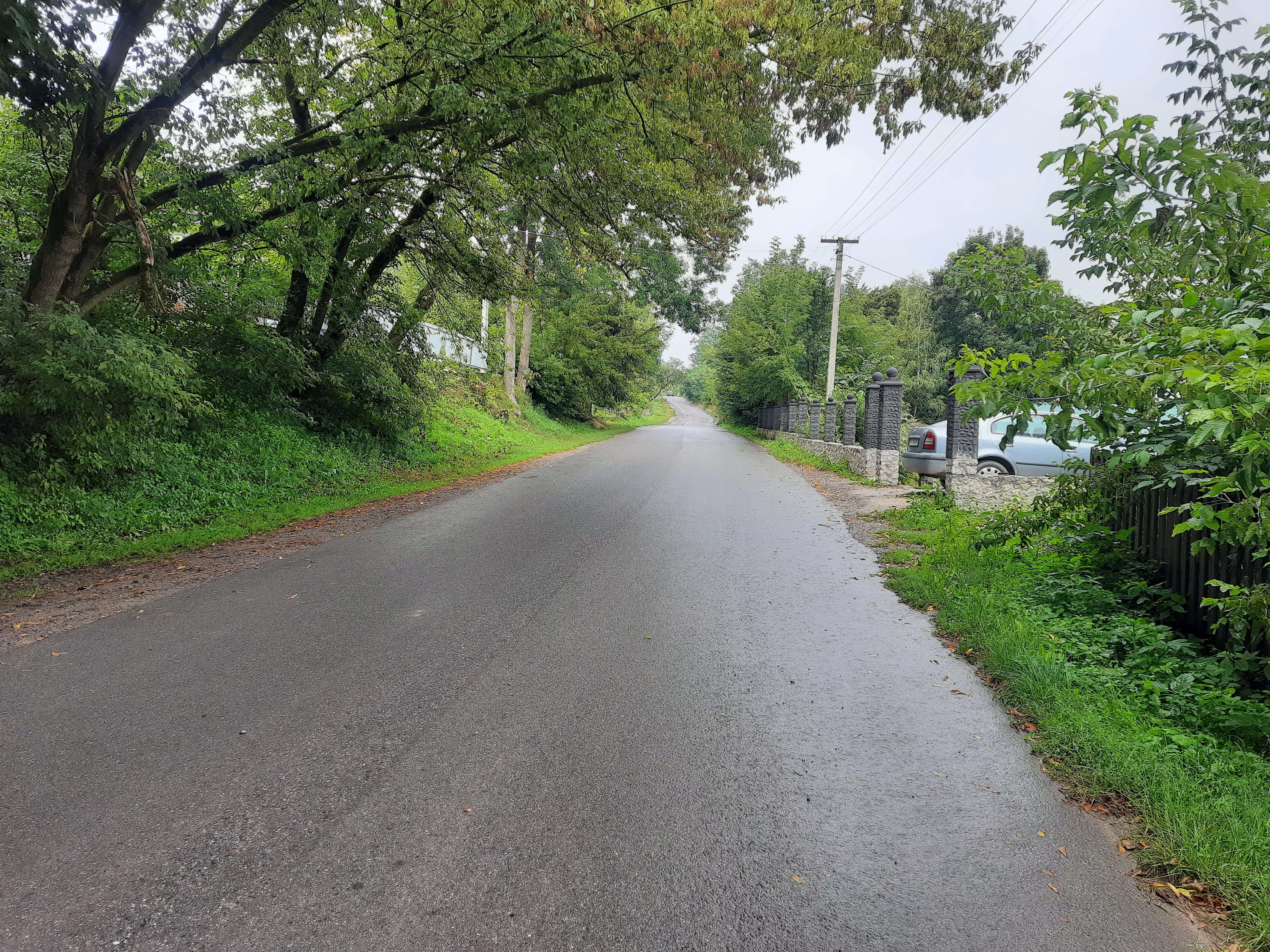
Сільська вулиця